# Poloneses op. 26 (Chopin)
Les Poloneses op. 26 és un conjunt de dues peces, la "Polonesa en do sostingut menor, núm. 1" i "Polonesa en mi bemoll menor, núm 2", compostes per Frédéric Chopin l'any 1836. Tots dues les va dedicar a Joseph Dessauer, un músic txec amic de George Sand,. i requereixen una considerable tècnica i resistència per a executar-les bé.
La "Polonesa en do sostingut menor, núm. 1" obre amb un intens Allegro appasionato. El tema principal, en do sostingut menoir, està precedit per octaves descendents. La secció culmina amb una sèrie de virtuosos arpegis que donen pas a una melodia tendra. A continuació hi ha una repetició del primer tema. Després d'aquesta primera secció hi ha un tema nou introduït en la tonalitat enharmònica en re bemoll major; el desenvolupa i apareix la melodia a la mà esquerra, el que augmenta la tensió fins a arribar a un passatge amb la indicació meno mosso. Aquesta polonesa és molt diversa en textura, dinàmica i estats d'ànim; alguns la consideren una de les millors poloneses de Chopin.